# Lucker
Lucker – wieś w Anglii, w hrabstwie Northumberland. Leży 67 km na północ od miasta Newcastle upon Tyne i 464 km na północ od Londynu.